# The Button-Down Mind of Bob Newhart
The Button-Down Mind of Bob Newhart est un album de Bob Newhart sorti en 1960.

## Liste des titres
| No | Titre                                                 | Durée |
| -- | ----------------------------------------------------- | ----- |
| 1. | Abe Lincoln Vs. Madison Avenue                        |       |
| 2. | The Cruise Of The U.S.S. Codfish                      |       |
| 3. | Merchandising The Wright Brothers                     |       |
| 4. | The Krushchev Landing Rehearsal                       |       |
| 5. | Driving Instructor (Pilot Script For A New TV Series) |       |
| 6. | Nobody Will Ever Play Baseball                        |       |

## Récompenses
L'album remporte le Grammy de l'album de l'année en 1961.